# Orthodoxe kathedraal van Timișoara
De Orthodoxe Kathedraal van Timișoara (Roemeens: Catedrala Mitropolitană din Timișoara) is een kathedraal in Timișoara, in het westen van Roemenië, en is gebouwd tussen 1937 en 1940. De kathedraal is toegewijd aan de Heilige Drie Hiërarchieën; Basilius de Grote, Gregorius van Nazianze en Johannes Chrysostomus.
Het heeft 11 torens waarvan de middelste de hoogste is met een hoogte van 96 meter. In de kathedraal zijn er historische en religieuze objecten bewaard zoals het Noul Testament de la Bălgrad (Nieuwe Testament van Bălgrad / Alba Iulia) uit 1648 en ook het Cazania lui Varlaam uit 1643.
De unieke bouwstijl is ongebruikelijk voor de Roemeens-orthodoxe Kerk. Het is gebouwd op religieuze traditie gecombineerd met Byzantijnse bouwstijlen. Het is de stijl die door handwerksmannen uit Moldavië en Constantinopel gebracht is naar deze regio. Dit soort gebouw, met combinatie van kleuren en stijlen, kan men ook vinden in de kloosters van Cozia en Prislop (14e-eeuws kloosters).
De schilderingen door Atanasie Demian werden een tijd stilgelegd en pas weer na de oorlog weer voortgezet.